# Autignac
Autignac är en kommun i departementet Hérault i regionen Occitanien i södra Frankrike. Kommunen ligger i kantonen Murviel-lès-Béziers som tillhör arrondissementet Béziers. År 2022 hade Autignac 962 invånare.

## Befolkningsutveckling
Antalet invånare i kommunen Autignac
Referens:INSEE